# Otó Visconti
Otó Visconti (1207 - San Donato Milanese, Comtat de Xampanya 1295) fou l'Arquebisbe de Milà i primer Senyor de Milà de la família Visconti.

## Orígens familiars
Va néixer el 1207 sent fill d'Uberto Visconti, senyor de Massino, Albizzate i Besnate, i de Berta Pirovano.

## Càrrecs eclesiàstics
Inicià la seva activitat com a legat pontifici del cardenal Ottaviano Ubaldini i el 1260 fou nomenat podestà (titular) de la ciutat de Novara.
El 22 de juliol de 1262 fou nomenat Arquebisbe de Milà pel papa Urbà IV en contra de Martí Torriani i Manfred de Sicília. Otó s'enfrentà contra el poder de la família Torriani, especialment contra el senyor de Milà Napoleó Torriani el qual va arribar a l'extrem de prohibir a l'arquebisbe l'entrada a la ciutat. Davant aquest greuge Otó va organitzar un exèrcit en el qual va posar al comandament al seu nebot Teobald Visconti. Aquest exèrcit va ser derrotat en la batalla de Guazzera el 1276 i el mateix Teobald va ser fet presoner i fou decapitat. No obstant això, al següent any Otó va aconseguir la victòria definitiva a la batalla de Desio.

## Senyor de Milà
Aquesta victòria va convertir a l'arquebisbe en Senyor de Milà. Govern que va mantenir la seva família fins al 1447, data en la qual va ser proclamada la República Ambrosiana.
Com a Senyor de la ciutat la va embellir i fer repuntar la seva economia, i hagué de sofrí l'atac de Guillem VII de Montferrat que prengué el poder de la ciutat entre 1278 i 1282. Ja ancià, li va lliurar el govern al seu renebot Mateu I Visconti i es va retirar al monestir de San Donato Milanese, on va morir l'agost de 1295. Les seves restes mortals foren enterrades posteriorment a la Catedral de Milà.